# César Neubert Gonçalves
César Neubert Gonçalves (1976 ) es un botánico, y profesor brasileño.

## Algunas publicaciones
- c. van den Berg, cesar n. Gonçalves. 2004. Adamantinia, a showy new genus of Laeliinae from Eastern Brazil. Orchid Digest 68: 230-232

- cesar neubert Gonçalves, Jorge luiz Waechter. 2001. Influência do tamanho e da distribuição de figueiras isoladas em padrões espaciais de epífetos vasculares na planície costeira do Rio Grande do Sul. Congresso de Ecologia do Brasil : Porto Alegre). Ambiente x Sociedade : Resumos. Porto Alegre : UFRGS

## Honores
- Miembro de la "Sociedade Botânica do Brasil"

- La abreviatura «C.N.Gonç.» se emplea para indicar a César Neubert Gonçalves como autoridad en la descripción y clasificación científica de los vegetales.[2]